# Ľubomír Gogolák
Ľubomír Gogolák (24 februari 1990) is een Slowaakse voetballer (aanvaller) die sinds 2009 voor de Slowaakse eersteklasser FC Spartak Trnava uitkomt. In het seizoen 2010 werd hij uitgeleend aan FK Slovan Duslo Šaľa.